# Ranovac
Ranovac (en serbe cyrillique : Рановац) est une localité de Serbie située dans la municipalité de Petrovac na Mlavi, district de Braničevo. Au recensement de 2011, elle comptait 1 509 habitants.
Ranovac est officiellement classé parmi les villages de Serbie.

## Démographie

### Évolution historique de la population
| 1948  | 1953  | 1961  | 1971  | 1981  | 1991  | 2002  | 2011  |
| ----- | ----- | ----- | ----- | ----- | ----- | ----- | ----- |
| 3 367 | 3 448 | 3 426 | 3 212 | 3 038 | 2 787 | 1 779 | 1 509 |

|  |